# Alois Fischer (místodržící)
Alois Fischer (28. ledna 1796 Landeck – 8. dubna 1883 Innsbruck) byl rakouský právník, státní úředník a politik německé národnosti, v polovině 19. století místodržící Horních Rakous, později poslanec Říšské rady.

## Biografie
Studoval práva nejprve na Vídeňské univerzitě, od roku 1822 na Innsbrucké univerzitě. Roku 1823 nastoupil jako praktikant do advokátní kanceláře. V roce 1824 získal titul doktora práv na Padovské univerzitě. Potom působil jako koncipient v Innsbrucku. Roku 1828 nastoupil jako advokát k vrchnímu soudu v Salcburku.
Již během revolučního roku 1848 se zapojil do politiky. Stal se poslancem Salcburského zemského sněmu a ministerským radou na ministerstvu vnitra. Měl na starosti reformu justice v Tyrolsku. Ve volbách roku 1848 byl také zvolen na rakouský ústavodárný Říšský sněm. Zastupoval volební obvod Salzburg-Flachland. Uvádí se jako dvorní a soudní advokát. V prosinci 1848 ovšem mandát složil. V seznamu poslanců z ledna 1849 již nefiguruje. V únoru 1849 místo něj na sněmu zasedl Andreas Berger.
Důvodem rezignace na mandát v Říšském sněmu byl nástup do vysoké státní funkce. V letech 1849–1851 totiž zastával funkci místodržícího Horních Rakous. V roce 1851 byl pak jmenován sekčním šéfem na ministerstvu vnitra.
Po obnovení ústavní vlády se opět zapojil do parlamentní politiky. Od roku 1861 byl poslancem Tyrolského zemského sněmu. Zemský sněm ho delegoval i do Říšské rady (tehdy ještě volené nepřímo) za Tyrolsko (kurie venkovských obcí, obvod Ried, Nauders. K roku 1861 se uvádí jako penzionovaný místodržící, bytem v Innsbrucku.